# 賀茂女王
賀茂女王（かもじょおう/かものおおきみ、生没年不詳）は、奈良時代後期の皇族・歌人。父は長屋王、母は側室の阿倍大刀自（中納言阿倍広庭の娘）。
神亀5年（728年）頃、大伴三依（大納言大伴御行の子）に恋の歌を贈っている（万葉集4-556）。神亀6年（729年）の長屋王の変以後の消息は不明。
『万葉集』に3首の歌を載せる。
- 筑紫船いまだも来ねばあらかじめ荒ぶる君を見るが悲しさ（4-556）
- 大伴の見つとは言はじ茜さし照れる月夜に直に逢へりとも（4-565）
- 秋の野を朝ゆく鹿の跡もなく思ひし君に逢へる今宵か（8-1613）